# Lalla Ward

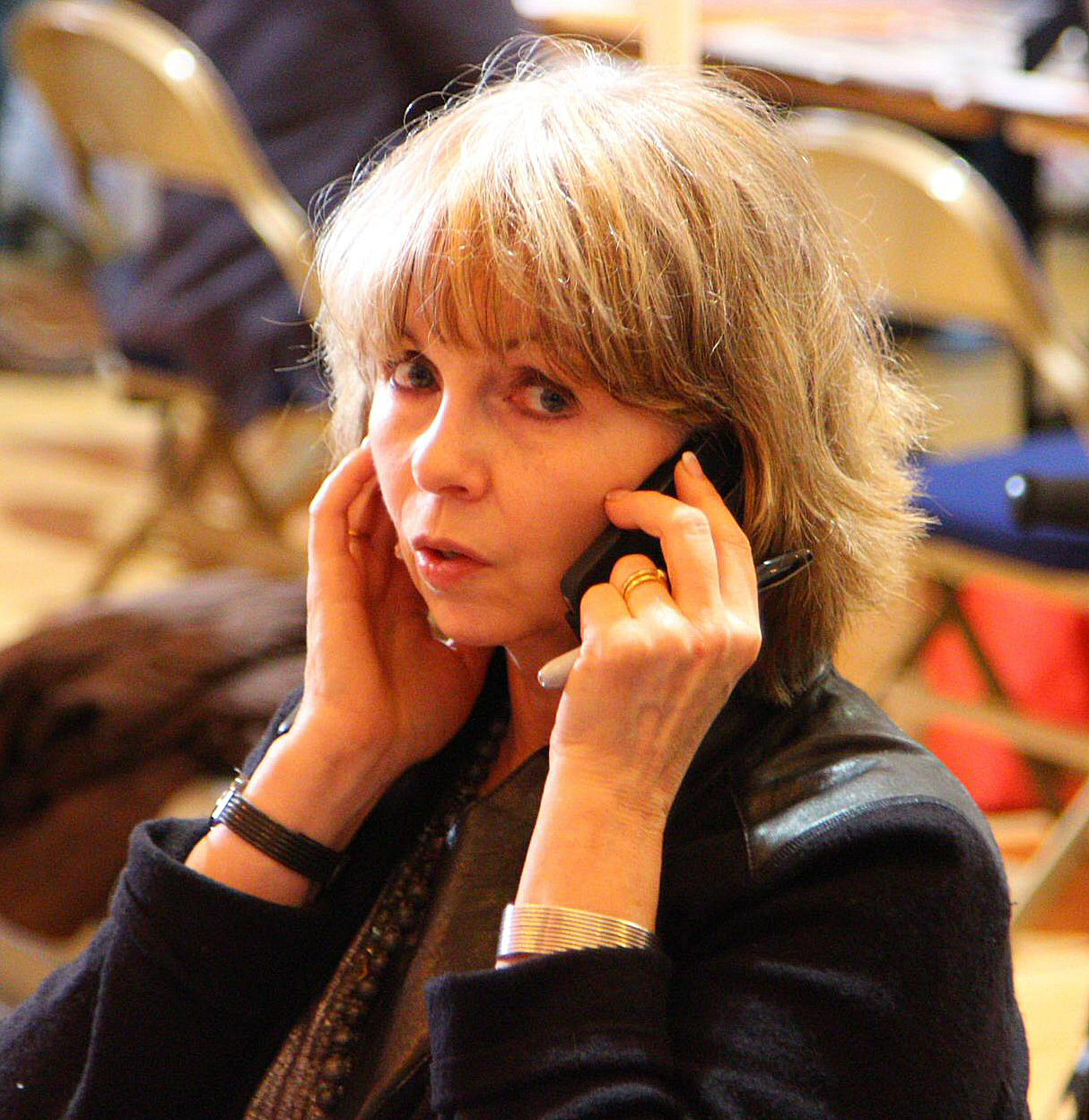
Lalla Ward (2014)

Lalla Ward, geboren Sarah Ward (Londen, 28 juni 1951), is een Engelse actrice, illustrator en auteur. Ze verwierf met name bekendheid door haar rol van Time Lady Romana in de Britse televisieserie Doctor Who, die zij speelde van 1979 tot 1981. Ze was tot 2016 de echtgenote van evolutiebioloog Richard Dawkins.

## Familie
Van circa 1570 tot 1950 was de adellijke familie Ward eigenaar van het landgoed Castle Ward in Noord-Ierland. Lalla is de dochter van de zevende Viscount Bangor (burggraaf) en wordt soms aangesproken met haar titel The Honourable Sarah Ward. Van vaderszijde stamt ze af van George van Clarence, een broer van de 15e-eeuwse koningen Eduard IV en Richard III. Haar overgrootmoeder Mary Ward is bekend als de eerste persoon in de geschiedenis die in 1869 omkwam bij een auto-ongeluk.
Lalla Ward heeft een oudere halfbroer William, de achtste Viscount Bangor, en een jongere broer Edward. Haar artiestennaam Lalla is afgeleid van haar pogingen als kleuter om haar eigen naam uit te spreken.
In 1980 trouwde ze met Tom Baker, de acteur die destijds vormgaf aan het personage van Doctor Who in de gelijknamige serie. Dit huwelijk duurde anderhalf jaar. Op de veertigste verjaardag van Doctor Who-schrijver Douglas Adams in 1992 ontmoette ze bioloog Richard Dawkins, met wie ze later dat jaar trouwde.. Het paar heeft geen eigen kinderen maar Dawkins heeft een dochter uit een eerder huwelijk.

## Carrière
Van 1968 tot 1971 studeerde Ward aan de Central School of Speech and Drama in Londen. Ze maakte haar acteerdebuut in een aflevering van de dramaserie Dr. Finlay's Casebook in 1969. Naast haar werk in films en voor televisie stond ze ook op de planken in theaterproducties als The Jeweller's Shop en The Rehearsal.
Ward was de tweede actrice die de rol van Romana (Romanadvoratrelundar) speelde in Doctor Who. Na een gastoptreden als prinses Astra in de aflevering The Armageddon Factor in 1979 werd Ward uitgekozen om Mary Tamm op te volgen, toen deze besloot zich terug te trekken uit de serie. Ward verscheen in alle afleveringen van het 17e seizoen totdat de rol uit de serie werd geschreven in de aflevering Warriors' Gate van seizoen 18.
In 1980 speelde ze de rol van Ophelia in de BBC-televisieproductie van Hamlet met Derek Jacobi. Na haar huwelijk besloot ze te stoppen met acteren, maar ze werkte nog wel mee aan verschillende vervolgproducties rond Doctor Who. Zo speelde ze in 2013 zichzelf in de korte komedie The Five(ish) Doctors Reboot, geschreven door Doctor Who-acteur Peter Davison ter gelegenheid van het vijftigjarig bestaan van de serie.

### Filmografie (selectie)
- 1972 - Vampire Circus
- 1973 - England Made Me
- 1973 - Matushka
- 1975 - Rosebud
- 1977 - Crossed Swords

### Televisieseries
- 1972 - Armchair Theatre
- 1972 - The Protectors
- 1973 - Van der Valk
- 1975 - Quiller
- 1976 - The Duchess of Duke Street
- 1977 - Who Pays the Ferryman?
- 1978 - The Professionals
- 1979 - Hazell
- 1983 - Leap in the Dark
- 1993 - Doctor Who: Dimensions in Time

### Boeken
In de jaren 80 schreef Ward twee boeken over breien en een boek over borduren, en droeg ze een recept bij aan The Doctor Who Cookbook van Gary Downie. In 1996 verzorgde ze de illustraties in het boek Climbing Mount Improbable van haar echtgenoot. Samen spraken ze de audioversies in van zijn boeken The Selfish Gene, The Ancestor's Tale, The God Delusion, The Blind Watchmaker en The Greatest Show on Earth: The Evidence for Evolution. Ook Steven Pinkers The Language Instinct en andere audioboeken werden door Lalla Ward ingesproken.

## Liefdadigheid
Ward is langdurig bestuurslid van The Actors' Children's Trust. Ze is voorzitter van de stichting achter Denville Hall, een tehuis voor gepensioneerde acteurs in de Londense wijk Northwood. In die hoedanigheid is ze ook betrokken bij de organisatie Acting for Others die wordt geleid door Judi Dench.
De planetoïde (8347) Lallaward is na haar ontdekking in 1987 door het astronomenechtpaar Shoemaker vernoemd naar Lalla Ward.
- Bibsys: 97034595
- Bibliothèque nationale de France: cb12562876g (data)
- International Standard Name Identifier: 0000 0000 6649 8375
- Library of Congress Control Number: n82030143
- MusicBrainz: d73faf4d-9044-4fb8-97d5-bc6a57809c86
- Nationale Bibliotheek van Tsjechië: xx0237189
- Nationale bibliotheek van Australië: 36151659
- Nationale Bibliotheek van Israël: 987010188935005171
- Nederlandse Thesaurus van Auteursnamen: 203614917
- Réseau des bibliothèques de Suisse occidentale: 02-A022554794
- Système universitaire de documentation: 060789417
- Virtual International Authority File: 70268082
- WorldCat: E39PBJcc8FRHtdD6p6878mth73